# Aérographite

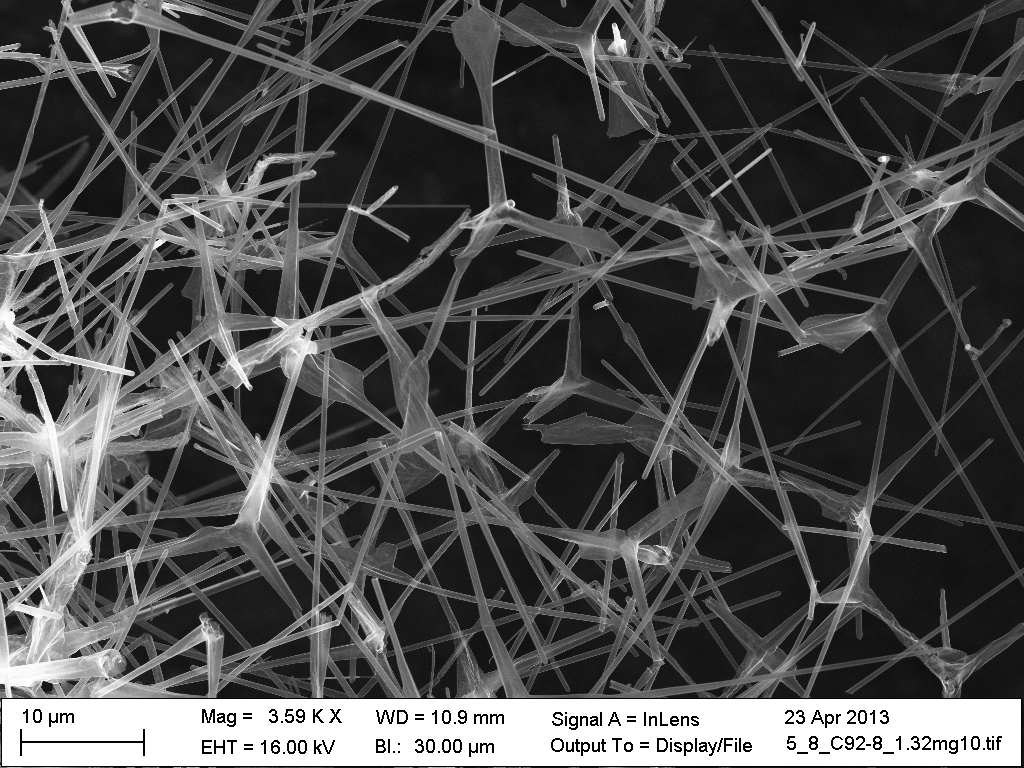
Image d'aérographite obtenue avec un microscope électrique à balayage.

L’aérographite est une substance synthétisée pour la première fois en 2012, considérée comme le matériau le plus léger connu à l’époque de sa création. C’est un matériau opaque, noir et brillant comme le jais, ductile et bon conducteur électrique. Sa densité est de 0,18 mg·cm-3, soit environ 4 à 5 fois moins dense que les micro-treillis métallique (0,9 mg·cm-3) ou les meilleurs aérogels de silice (1 mg·cm-3[Passage contradictoire avec l'article Aérogel, section Caractéristiques (La densité indiqué ici est 6 fois plus grande que celle donnée dans l'article sur l'aérogel)]). Sa structure est constituée de nanotubes de carbone entremêlés.
Parmi les applications envisagées, les chercheurs mentionnent la possibilité d’utiliser ce matériau comme électrode dans les batteries Li-ion, en tant que fibre synthétique pour les vêtements, ou encore comme purificateur d’air ou d’eau.